# Ceuthophilus uhleri
Ceuthophilus uhleri är en insektsart som beskrevs av Scudder, S.H. 1862. Ceuthophilus uhleri ingår i släktet Ceuthophilus och familjen grottvårtbitare. Inga underarter finns listade i Catalogue of Life.